# Maria Pietilä-Holmner
Maria Helena Pietilä-Holmner (ur. 25 lipca 1986 w Umeå) – szwedzka narciarka alpejska, wielokrotna medalistka mistrzostw świata oraz mistrzyni świata juniorów.

## Kariera
Po raz pierwszy na arenie międzynarodowej Maria Pietilä-Holmner pojawiła się 24 listopada 2001 roku w Gällivare, gdzie w zawodach FIS Race zajęła 19. miejsce w slalomie. W 2002 roku wystartowała na mistrzostwach świata juniorów w Tarvisio, zajmując 28. miejsce w slalomie. Najlepszy wynik w tej kategorii wiekowej osiągnęła podczas mistrzostw świata juniorów w Québecu w 2006 roku, zwyciężając w tej samej konkurencji.
W zawodach Pucharu Świata zadebiutowała 26 października 2002 roku w Sölden, gdzie nie ukończyła rywalizacji w gigancie. Pierwsze pucharowe punkty wywalczyła 22 lutego 2004 roku w Åre, zajmując piętnaste miejsce w tej samej konkurencji. Pierwszy raz na podium zawodów tego cyklu stanęła 15 listopada 2008 roku w Levi, zajmując drugie miejsce w slalomie. W zawodach tych rozdzieliła na podium Lindsey Vonn z USA oraz Niemkę Marię Riesch. W kolejnych startach jeszcze wielokrotnie stawała na podium, odnosząc przy tym trzy zwycięstwa: 28 listopada 2010 roku w Aspen, 2 stycznia 2011 roku w Monachium oraz 13 grudnia 2014 roku w Åre była najlepsza w slalomie. Najlepsze wyniki osiągnęła w sezonie 2013/2014, kiedy zajęła siódme miejsce w klasyfikacji generalnej, a w klasyfikacji giganta była trzecia.
Pierwszy sukces wśród seniorek zdobyła na mistrzostwach świata w Åre w 2007 roku, zdobywając srebrny medal w gigancie. Rozdzieliła tam na podium Nicole Hosp z Austrii i Włoszkę Denise Karbon. Kolejny medal zdobyła podczas rozgrywanych cztery lata później mistrzostw świata w Garmisch-Partenkirchen, zajmując trzecie miejsce w slalomie. W zawodach tych wyprzedziły ją jedynie dwie reprezentantki Austrii: Marlies Schild i Kathrin Zettel. Na tych samych mistrzostwach wspólnie z Anją Pärson, Sarą Hector, Axelem Bäckiem, Hansem Olssonem i Mattsem Olssonem wywalczyła brązowy medal w rywalizacji drużynowej. W tej samej konkurencji reprezentacja Szwecji w Holmner w składzie zdobyła również srebrny medal na mistrzostwach świata w Schladming w 2013 roku oraz brązowy na rozgrywanych dwa lata później mistrzostwach świata w Vail/Beaver Creek. Była też między innymi czwarta w slalomie na igrzyskach olimpijskich w Vancouver w 2010 roku, przegrywając walkę o podium z Czeszką Šárką Strachovą o 0,32 sekundy. W 2017 roku wspólnie z kolegami i koleżankami z reprezentacji zdobyła brązowy medal w drużynie podczas mistrzostw świata w Sankt Moritz.

## Osiągnięcia

### Igrzyska olimpijskie
| Miejsce | Dzień     | Rok  | Miejscowość | Konkurencja | Czas biegu | Strata | Zwycięzca           |
| ------- | --------- | ---- | ----------- | ----------- | ---------- | ------ | ------------------- |
| 21.     | 22 lutego | 2006 | Turyn       | Slalom      | 1:29,04    | +3,43  | Anja Pärson         |
| 10.     | 24 lutego | 2006 | Turyn       | Gigant      | 2:09,19    | +2,50  | Julia Mancuso       |
| 24.     | 25 lutego | 2010 | Vancouver   | Gigant      | 2:27,11    | +2,52  | Viktoria Rebensburg |
| 4.      | 26 lutego | 2010 | Vancouver   | Slalom      | 1:42,89    | +1,33  | Maria Riesch        |
| 6.      | 18 lutego | 2014 | Soczi       | Gigant      | 2:36,87    | +0,95  | Tina Maze           |
| DNF1    | 21 lutego | 2014 | Soczi       | Slalom      | 1:44,54    | -      | Mikaela Shiffrin    |

### Mistrzostwa świata
| Miejsce | Dzień     | Rok  | Miejscowość       | Konkurencja | Czas biegu | Strata | Zwycięzca        |
| ------- | --------- | ---- | ----------------- | ----------- | ---------- | ------ | ---------------- |
| 16.     | 4 lutego  | 2005 | Bormio            | Gigant      | 2:13,63    | +2,96  | Anja Pärson      |
| 13.     | 11 lutego | 2005 | Bormio            | Slalom      | 1:47,98    | +3,14  | Janica Kostelić  |
| 2.      | 13 lutego | 2007 | Åre               | Gigant      | 2:31,72    | +0,85  | Nicole Hosp      |
| 11.     | 16 lutego | 2007 | Åre               | Slalom      | 1:43,91    | +2,32  | Šárka Záhrobská  |
| 8.      | 12 lutego | 2009 | Val d’Isère       | Gigant      | 2:03,49    | +1,22  | Kathrin Hölzl    |
| DNF1    | 14 lutego | 2009 | Val d’Isère       | Slalom      | 1:51,80    | -      | Maria Riesch     |
| 3.      | 16 lutego | 2011 | Ga-Pa             | Drużynowo   | -          | -      | Francja          |
| 22.     | 17 lutego | 2011 | Ga-Pa             | Gigant      | 2:20,54    | +2,48  | Tina Maze        |
| 3.      | 19 lutego | 2011 | Ga-Pa             | Slalom      | 1:45,79    | +0,65  | Marlies Schild   |
| 2.      | 12 lutego | 2013 | Schladming        | Drużynowo   | -          | -      | Austria          |
| 18.     | 14 lutego | 2013 | Schladming        | Gigant      | 2:08,06    | +4,26  | Tessa Worley     |
| 6.      | 16 lutego | 2013 | Schladming        | Slalom      | 1:39,85    | +1,06  | Mikaela Shiffrin |
| 3.      | 10 lutego | 2015 | Vail/Beaver Creek | Drużynowo   | -          | -      | Austria          |
| 9.      | 12 lutego | 2015 | Vail/Beaver Creek | Gigant      | 2:19,16    | +2,68  | Anna Fenninger   |
| 14.     | 14 lutego | 2015 | Vail/Beaver Creek | Slalom      | 1:38,48    | +3,19  | Mikaela Shiffrin |
| 3.      | 14 lutego | 2017 | Sankt Moritz      | Drużynowo   | -          | -      | Francja          |
| 25.     | 16 lutego | 2017 | Sankt Moritz      | Gigant      | 2:05,55    | +3,74  | Tessa Worley     |
| 14.     | 18 lutego | 2017 | Sankt Moritz      | Slalom      | 1:37,27    | +3,33  | Mikaela Shiffrin |

### Mistrzostwa świata juniorów
| Miejsce | Dzień     | Rok  | Miejscowość  | Konkurencja | Czas biegu | Strata | Zwyciężczyni                      |
| ------- | --------- | ---- | ------------ | ----------- | ---------- | ------ | --------------------------------- |
| 28.     | 1 marca   | 2002 | Tarvisio     | Slalom      | 1:36,54    | +4,24  | Veronika Zuzulová                 |
| DNF2    | 3 marca   | 2002 | Tarvisio     | Gigant      | 1:52,15    | -      | Julia Mancuso                     |
| 20.     | 7 marca   | 2003 | Briançonnais | Slalom      | 1:38,53    | +6,32  | Michaela Kirchgasser              |
| 27.     | 8 marca   | 2003 | Briançonnais | Gigant      | 2:05,70    | +4,54  | Jessica Lindell-Vikarby           |
| 12.     | 4 lutego  | 2004 | Maribor      | Supergigant | 1:26,79    | +1,46  | Nadia Fanchini Andrea Fischbacher |
| 19.     | 4 lutego  | 2004 | Maribor      | Gigant      | 2:21,39    | +4,95  | Maria Riesch                      |
| 14.     | 4 lutego  | 2004 | Maribor      | Slalom      | 1:40,73    | +3,03  | Kathrin Zettel                    |
| 13.     | 24 lutego | 2005 | Bardonecchia | Supergigant | 1:26,81    | +2,06  | Andrea Fischbacher                |
| 6.      | 25 lutego | 2005 | Bardonecchia | Slalom      | 1:23,97    | +3,40  | Šárka Záhrobská                   |
| 8.      | 26 lutego | 2005 | Bardonecchia | Gigant      | 2:21,34    | +1,07  | Nadia Fanchini                    |
| 1.      | 4 marca   | 2006 | Québec       | Slalom      | 1:37,30    | -      | -                                 |
| DNS1    | 5 marca   | 2006 | Québec       | Supergigant | 1:10,96    | -      | Anna Fenninger                    |
| 10.     | 7 marca   | 2006 | Québec       | Gigant      | 2:22,43    | +2,15  | Anna Fenninger                    |

### Puchar Świata

#### Miejsca w klasyfikacji generalnej
- sezon 2003/2004: 104.
- sezon 2004/2005: 63.
- sezon 2005/2006: 24.
- sezon 2006/2007: 26.
- sezon 2007/2008: 29.
- sezon 2008/2009: 13.
- sezon 2009/2010: 13.
- sezon 2010/2011: 11.
- sezon 2011/2012: 33.
- sezon 2012/2013: 17.
- sezon 2013/2014: 7.
- sezon 2014/2015: 15.
- sezon 2015/2016: 19.
- sezon 2016/2017:

#### Zwycięstwa w zawodach
1. Aspen − 28 listopada 2010 (slalom)
2. Monachium − 2 stycznia 2011 (slalom równoległy)
3. Åre − 13 grudnia 2014 (slalom)

#### Pozostałe miejsca na podium w zawodach
1. Levi − 15 listopada 2008 (slalom) – 2. miejsce
2. Aspen – 27 listopada 2011 (slalom) – 2. miejsce
3. Val d’Isère – 22 grudnia 2013 (gigant) – 3. miejsce
4. Bormio – 5 stycznia 2014 (slalom) – 2. miejsce
5. Flachau − 14 stycznia 2014 (slalom) – 3. miejsce
6. Åre − 8 marca 2014 (slalom) – 2. miejsce
7. Sztokholm – 23 lutego 2016 (slalom równoległy) – 3. miejsce